# Megachile aurivillii
Megachile aurivillii is een vliesvleugelig insect uit de familie Megachilidae. De wetenschappelijke naam van de soort is voor het eerst geldig gepubliceerd in 1901 door Friese.